# Austrian International 1975
Die Austrian International 1975 fanden als offene internationale Meisterschaften von Österreich im Badminton vom 21. bis zum 23. November 1975 in Mödling statt. Es war die achte Austragung der Titelkämpfe.

## Titelträger
| Disziplin    | Sieger                        |
| ------------ | ----------------------------- |
| Herreneinzel | Reinhold Pum                  |
| Dameneinzel  | Alena Poboráková              |
| Herrendoppel | Gregor Berden Stane Koprivšek |
| Damendoppel  | Anke Betz Christa Feser       |
| Mixed        | Reinhold Pum Lore König       |

## Finalresultate
| Disziplin    | Sieger                        | Finalist                         | Ergebnis          |
| ------------ | ----------------------------- | -------------------------------- | ----------------- |
| Herreneinzel | Reinhold Pum                  | Hermann Fröhlich                 | 15–9, 15–5        |
| Dameneinzel  | Alena Poboráková              | Taťána Pravdová                  | 11–6, 11–5        |
| Herrendoppel | Gregor Berden Stane Koprivšek | Franz Beinvogl Siegfried Betz    | 15–7, 7–15, 15–11 |
| Damendoppel  | Anke Betz Christa Feser       | Alena Poboráková Taťána Pravdová | 15–9, 15–1        |
| Mixed        | Reinhold Pum Lore König       | Franz Beinvogl Anke Betz         | 15–9, 6–15, 15–9  |